# 애너가다섬

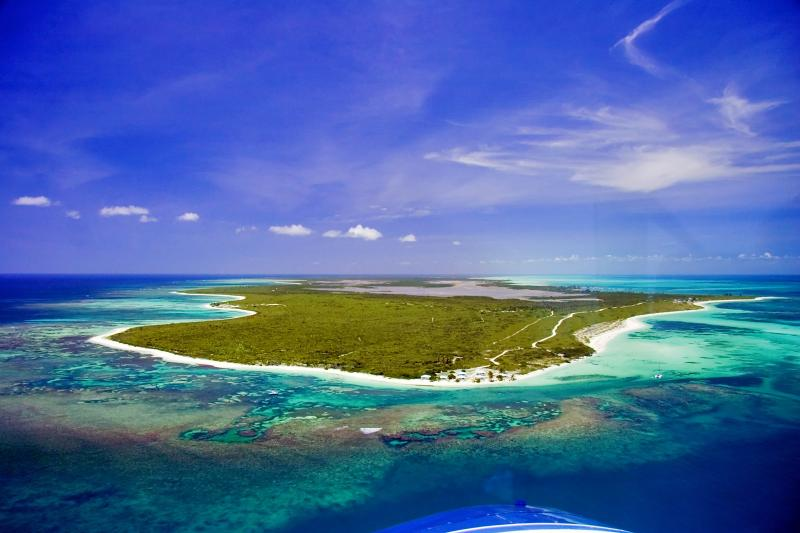
애너가다 섬은 영국령 버진 아일랜드에 있는 다른 섬들과는 달리 평탄한 지형을 이루고 있다.

애너가다섬(Anegada)는 카리브해 영국령 버진아일랜드에 위치한 섬이다. 영국령 버진 아일랜드 최북단에 위치하며 면적은 38 km2로 토르톨라섬에 이어 영국령 버진 아일랜드에서 두 번째로 큰 섬이다. 버진고다섬에서 북쪽으로 약 24 km 떨어진 곳에 위치하고 있으며, 화산섬이 아니라 산호와 석회석으로 형성된 유인도이다. 따라서 다른 산악 지형의 섬들과는 달리 버진아일랜드에서 유일하게 섬 전체가 평탄한 섬이다.
가장 높은 곳은 해발 8.5m로 섬의 서쪽은 해수 늪이 넓게 차지하고 있으며, 1999년 5월부터 람사르 협약에 등록된 습지 중 하나가 되었다. 중심부는 더 세틀먼트(The Settlement)로 대부분의 인구가 거주하고 있다. 인구는 불과 200명 정도이며, 관광객도 적은 섬이지만 자연 그대로의 아름다운 백사장을 가진 해변이 있으며, 요트 정박지로 발전하고 있다. 섬에는 공항(오거스트 조지 공항)도 있다.

## 명칭
1493년 크리스토퍼 콜럼버스가 버진아일랜드를 발견했을 때, 애너가다 섬의 산호초에서 비틀 거리던 선원이 석회암 암초를 스페인어로 ‘익사 섬’을 의미했던 '아네가다'(Anegada)로 사용했던 말이 현재 섬 이름으로 사용되고 있다. 애너가다 섬의 산호초 리프는 선원들이 난파 위험이 높은 지역이었다고 한다.

## 관광
이 섬의 주요 산업은 관광 산업이다. 전형적인 여행 시즌에, 이 섬은 200명 가량의 관광객들이 방문한다. 상업적인 어업도 이 섬의 중요한 산업으로, 이곳의 어부들이 버진 아일랜드의 나머지 지역에 신선한 생선과 랍스터의 대부분을 제공한다.
몇 마일에 걸쳐 펼쳐져 있는 남부의 해안에는 여울멸들이 많이 있어서, 플라이 낚시를 즐기기에 적합하다.
이 섬으로 오는 길은 소규모의 오거스트 조지 공항(Auguste George Airport, NGD)을 통하며, 주 3회 운행하는 페리와 개인이 운용하는 보트가 있다. 아일랜드 버즈 에어 차터도 세인트 토머스 산 후안이나 세인트 마르텐에서 애너가다로 오는 직항편을 운행한다.